# Parametrodes
Parametrodes is een geslacht van vlinders van de familie spanners (Geometridae), uit de onderfamilie Ennominae.

## Soorten
- P. aurantiacata Warren, 1899
- P. dispar Warren, 1897